# Molophilus flinti
Molophilus flinti är en tvåvingeart som beskrevs av Alexander 1967. Molophilus flinti ingår i släktet Molophilus och familjen småharkrankar. Inga underarter finns listade i Catalogue of Life.